# Emma Fielding
Emma Georgina Annalies Fielding (Catterick, 10 luglio 1966) è un'attrice britannica.

## Biografia
Figlia di un tenente colonnello dell'esercito britannico, Emma Fielding crebbe in Malesia e Nigeria, prima di tornare in Inghilterra per vivere a Malvern. Dopo aver abbandonato gli studi legali al Robinson College dell'Università di Cambridge, la Fielding studiò recitazione alla Royal Scottish Academy of Music and Drama. Dopo aver terminato gli studi, l'attrice cominciò a recitare a teatro con la Royal Shakespeare Company e al National Theatre, dove ottenne il suo primo successo nel 1993, quando interpretò Thomasina nella produzione del debutto della commedia di Tom Stoppard Arcadia. Nello stesso anno ottenne grandi apprezzamenti per la sua performance ne La scuola delle mogli all'Almeida Theatre, per cui vinse l'Ian Charleson Award.
Negli anni seguenti continuò ad ottenere successi a teatro: nel 1998 fu candidata al Laurence Olivier Award alla miglior performance in un ruolo non protagonista per La scuola della maldicenza, mentre nel 2003 fece il suo debutto a Broadway nella commedia Vite in privato, per cui vinse il Theatre World Award e ottenne una nomination al Laurence Olivier Award alla miglior attrice non protagonista. All'attività teatrale, la Fielding affiancò quella cinematografica, televisiva e di lettrice di audiolibri, recitando in numerose serie TV come L'ispettore Barnaby ed EastEnders.

## Filmografia parziale

### Cinema
- L'ombra del sospetto (The Other Man), regia di Richard Eyre (2008)

### Televisione
- Poirot (Agatha Christie's Poirot) – serie TV, episodio 5x07 (1993)
- Horizon – serie TV, 1 episodio (1999)
- The Inspector Lynley Mysteries – serie TV, 1 episodio (2001)
- Waking the Dead – serie TV, 2 episodi (2004)
- Ghost Squad – serie TV, 5 episodi (2005)
- Cranford – serie TV, 6 episodi (2007)
- L'ispettore Barnaby (Midsomer Murders) – serie TV, episodio 13x04 (2010)
- Delitti in Paradiso (Death in Paradise) – serie TV, episodio 1x04 (2011)
- Padre Brown (Father Brown) – serie TV, 1 episodio (2014)
- L'ispettore Gently (Inspector George Gently) – serie TV, 1 episodio (2014)
- Silk – serie TV, 1 episodio (2014)
- Arthur & George – serie TV, 3 episodi (2015)
- This Is England '90 – serie TV, 1 episodio (2015)
- EastEnders – serial TV, 3 puntate (2018)
- Doctor Who – serie TV, 1 episodio (2018)
- Testimoni silenziosi (Silent Witness) – serie TV, 2 episodi (2018)
- I miserabili (Les Misérables) – miniserie TV, 5 puntate (2019)
- Van der Valk – serie TV, 12 episodi (2020-2024)
- Sanditon – serie TV, 6 episodi (2023)
- Beyond Paradise – serie TV, episodio 2x04 (2024)
- Le indagini di Sister Boniface (Sister Boniface Mysteries) – serie TV, episodio 3x05 (2024)
- Stike – serie TV, 4 episodi (2024)